# 알저그룬트
알저그룬트(독일어: Alsergrund)는 오스트리아 빈의 제 9구역이다.